# El-Ola Steel
El-Ola Steel – одна зі значних компаній, що діють у галузі чорної металургії Єгипту. 
Компанію заснували у 1955 році з метою торгівлі металопродукцією. Після кількох десятиліть вона узялась розвивати власні виробничі потужності і в 2000-му ввела в дію свій перший завод. У 2016, 2017 та 2020 роках стали до ладу ще три виробничі майданчики. 
Один з чотирьох заводів займається виробництвом сортової заготовки та обладнаний електродуговою піччю продуктивністю 1,3 млн тон сталі на рік і машиною безперервного виливу. Він розташований на південно-західній околиці александрійської агломерації в районі Бурдж-Ель-Араб в індустріальній зоні №2. Неподалік в індустріальній зоні №3 знаходиться прокатний завод, що випускає будівельну арматуру. Два інші виробничі майданчики розташовані на південно-західній околиці каїрської агломерації в індустріальній зоні Міста ім. 6 Жовтня та обладнані прокатними станами – один виробляє холоднокатану котушку, тоді як інший продукує конструкційний профіль – швелер, двотавр,  рівнополичковий кутник. Загальна потужність прокатних заводів El-Ola Steel становить 1,4 млн тон на рік.